# Stockhof (Bachhagel)
Der Stockhof ist ein Ortsteil der Gemeinde Bachhagel im schwäbischen Landkreis Dillingen an der Donau in Bayern. Die Einöde wurde als Teil von Burghagel am 1. Mai 1978 in die Gemeinde Bachhagel umgegliedert. Er liegt 1,5 Kilometer südwestlich von Burghagel.  

## Geschichte
Stockhof war der Sitz einer Schäferei, in dem die Schafe der Vogtei Hagel gehalten wurden. Die erste sichere Nachweis ist für 1513 überliefert. Das Wohnhaus des landwirtschaftlichen Betriebs wurde 1679 errichtet.

## Baudenkmäler
Siehe: Liste der Baudenkmäler in Stockhof

## Bodendenkmäler
Siehe: Liste der Bodendenkmäler in Bachhagel

## Aussiedlerhöfe
In der Nähe von Stockhof befinden sich zwei Aussiedlerhöfe, der 1959 bezogene Hof Lanzinger und der 1960 bezogene und 1994 eingestellte Hof Hieber.